# Sciara yadongana
Sciara yadongana är en tvåvingeart som beskrevs av Yang och Zhang 1987. Sciara yadongana ingår i släktet Sciara och familjen sorgmyggor. Inga underarter finns listade i Catalogue of Life.